# Teenage Fanclub
Teenage Fanclub ist eine schottische Rockband, die 1989 gegründet wurde und ihre größten Erfolge in den 1990er Jahren feierte.

## Bandgeschichte
Teenage Fanclub wurde in der schottischen Stadt Bellshill gegründet. Die Gruppe ging 1989 aus der schottischen C86-Szene hervor, die auch Bands wie Primal Scream, The Jesus and Mary Chain, The Vaselines und The Pastels hervorbrachte. Den harten Kern der Band bilden Norman Blake (Gesang, Gitarre, Keyboard), Raymond McGinley (Leadgitarre, Gesang) und Gerard Love (Bass, Gesang); diese drei zeichnen auch für das Songwriting verantwortlich. Schlagzeuger war in der ursprünglichen Besetzung und derzeit zumeist auch wieder Francis MacDonald, der auch oft bei den BMX Bandits am Schlagzeug saß. Daneben spielten sowohl auf Studioalben wie bei Liveauftritten viele wechselnde Musiker mit der Band, zumeist „alte Bekannte“ aus anderen schottischen Indiebands, wie den Telstar Ponies.
Ihr erstes Album A Catholic Education war noch von harten, dissonanten Gitarrenklängen bestimmt und erfuhr kaum Beachtung in der englischen Musikpresse. Dies änderte sich mit dem dritten Studioalbum Bandwagonesque, das 1991 erschien und in Großbritannien wie in den USA von der Musikpresse begeistert aufgenommen wurde. Zwar erreichte es in den amerikanischen Albumcharts nur Platz 137, doch wurde es vom Musikmagazin Spin noch vor Nirvanas Nevermind und R.E.M.s Out of Time zum besten Album des Jahres gekürt; im Jahr 2006 listete es der NME immerhin noch auf Platz 79 seiner Liste der 100 besten britischen Alben aller Zeiten. Der Sound des Albums zeigte deutlich den Einfluss amerikanischer Powerpop-Bands der 70er Jahre wie den Byrds und insbesondere Big Star, mit denen Teenage Fanclub seither häufig verglichen worden ist. In der Folge spielten die Fannies (so ihr Spitzname) einige Konzerte als Opener für Nirvana; 1993 nahmen sie für den Soundtrack von Judgment Night den Track Fallin'  mit den Hip-Hop-Granden De La Soul auf. Flächige, melodische Gitarren prägten auch die nächsten beiden Alben der Band, mit Songs From Northern Britain (1997) und Howdy (2000) wandte sich die Band nach 1997 mehr folkigen Akustikklängen zu.
Seit Bandwagonesque schart die Band eine kleine, aber treue Fangemeinde insbesondere in Großbritannien und Skandinavien um sich, zu der sich etwa auch die Manic Street Preachers und Liam Gallagher von Oasis zählen; letzterer bezeichnete 1997 Teenage Fanclub als „zweitbeste Band der Welt“ (nach Oasis). Großer kommerzieller Erfolg blieb dennoch aus, die höchste Chartplatzierung der Band war lediglich ein 17. Platz in den britischen Singlecharts mit Ain’t That Enough im Jahr 1997. 2000 weigerte sich Sony sogar, das Album Howdy! auf dem amerikanischen Markt zu veröffentlichen. Es erschien ein Jahr später beim Indielabel Thirsty Ear. Bis heute ist Teenage Fanclub vor allem in Großbritannien häufig live zu sehen. 2018 verließ das Gründungsmitglied, Gerard Love, die Band. Bis 2023 erschienen insgesamt zwölf Studioalben, die sich bis auf das Debütalbum sämtlich in den britischen Charts platzieren konnten.

## Rezeption in der Populärkultur
Die Band Angelika Express singt in ihrem Song Teenage Fanclub Girl über einen Flirt mit einem Mädchen, das auf des Protagonisten Frage nach der „besten Gruppe aller Zeiten“ antwortet, dass ihm Teenage Fanclub gut gefalle. In dem Song Lifening der britischen Band Snow Patrol zählt Frontmann Gary Lightbody eine Reihe von Wünschen auf, die er sich von seinem Leben verspricht. Einer davon sei es, Teenage Fanclub in einer Jukebox zu hören („The fanclub on the jukebox“).

## Diskografie

### Alben
| Jahr | Titel                       | Höchstplatzierung, Gesamtwochen, AuszeichnungChartplatzierungen (Jahr, Titel, Platzierungen, Wochen, Auszeichnungen, Anmerkungen) | Höchstplatzierung, Gesamtwochen, AuszeichnungChartplatzierungen (Jahr, Titel, Platzierungen, Wochen, Auszeichnungen, Anmerkungen) | Höchstplatzierung, Gesamtwochen, AuszeichnungChartplatzierungen (Jahr, Titel, Platzierungen, Wochen, Auszeichnungen, Anmerkungen) | Höchstplatzierung, Gesamtwochen, AuszeichnungChartplatzierungen (Jahr, Titel, Platzierungen, Wochen, Auszeichnungen, Anmerkungen) | Anmerkungen                              |
| Jahr | Titel                       | DE | CH | UK | US | Anmerkungen                              |
| ---- | --------------------------- | --- | --- | --- | --- | ---------------------------------------- |
| 1991 | The King                    | — | — | UK53 (2 Wo.)UK | — | Erstveröffentlichung: 27. August 1991    |
| 1991 | Bandwagonesque              | — | — | UK22 Silber · (7 Wo.)UK | US137 (4 Wo.)US |                                          |
| 1993 | Thirteen                    | — | — | UK14 (3 Wo.)UK | — |                                          |
| 1995 | Grand Prix                  | — | — | UK7 Silber · (6 Wo.)UK | — | Erstveröffentlichung: 29. Mai 1995       |
| 1997 | Songs From Northern Britain | — | — | UK3 Silber · (6 Wo.)UK | — | Erstveröffentlichung: 25. Juli 1997      |
| 2000 | Howdy!                      | — | — | UK33 (2 Wo.)UK | — |                                          |
| 2005 | Man-Made                    | — | — | UK34 (2 Wo.)UK | — | Erstveröffentlichung: Mai 2005           |
| 2010 | Shadows                     | — | — | UK30 (2 Wo.)UK | — | Erstveröffentlichung: 28. Mai 2010       |
| 2016 | Here                        | — | CH98 (1 Wo.)CH | UK10 (2 Wo.)UK | — | Erstveröffentlichung: 9. September 2016  |
| 2021 | Endless Arcade              | DE57 (1 Wo.)DE | CH95 (1 Wo.)CH | UK11 (1 Wo.)UK | — | Erstveröffentlichung: 30. April 2021     |
| 2023 | Nothing Lasts Forever       | DE94 (1 Wo.)DE | — | UK30 (1 Wo.)UK | — | Erstveröffentlichung: 22. September 2023 |

Weitere Alben
- 1990: A Catholic Education
- 2002: Words of Wisdom and Hope! (mit Jad Fair)

### Kompilationen
- 1995: Deep Fried Fanclub
- 2003: Four Thousand, Seven Hundred and Seventy seconds; A Shortcut to Teenage Fanclub

### Singles
| Jahr | Titel Album                                             | Höchstplatzierung, Gesamtwochen, AuszeichnungChartsChartplatzierungen (Jahr, Titel, Album, Platzierungen, Wochen, Auszeichnungen, Anmerkungen) | Anmerkungen                             |
| Jahr | Titel Album                                             | UK | Anmerkungen                             |
| ---- | ------------------------------------------------------- | --- | --------------------------------------- |
| 1990 | God Knows It’s True –                                   | UK99 (1 Wo.)UK | Erstveröffentlichung: 12. November 1990 |
| 1991 | Star Sign Bandwagonesque                                | UK44 (2 Wo.)UK |                                         |
| 1991 | The Concept Bandwagonesque                              | UK51 (1 Wo.)UK | Erstveröffentlichung: 21. Oktober 1991  |
| 1992 | What You Do To Me Bandwagonesque                        | UK31 (2 Wo.)UK | EP                                      |
| 1993 | Radio Thirteen                                          | UK31 (2 Wo.)UK |                                         |
| 1993 | Norman 3 Thirteen                                       | UK50 (1 Wo.)UK |                                         |
| 1994 | Fallin’ –                                               | UK59 (2 Wo.)UK | mit De La Soul                          |
| 1995 | Mellow Doubt Grand Prix                                 | UK34 (3 Wo.)UK |                                         |
| 1995 | Sparky’s Dream Grand Prix                               | UK40 (2 Wo.)UK |                                         |
| 1995 | The Peel Sessions –                                     | UK98 (1 Wo.)UK | mit Frank Black                         |
| 1995 | Neil Jung Grand Prix                                    | UK62 (2 Wo.)UK |                                         |
| 1995 | Have Lost It –                                          | UK53 (2 Wo.)UK | EP                                      |
| 1997 | Ain’t That Enough Songs From Northern Britain           | UK17 (3 Wo.)UK |                                         |
| 1997 | I Don’t Want Control Of You Songs From Northern Britain | UK43 (2 Wo.)UK |                                         |
| 1997 | Start Again Songs From Northern Britain                 | UK54 (2 Wo.)UK |                                         |
| 2000 | I Need Direction Howdy!                                 | UK48 (2 Wo.)UK |                                         |
| 2002 | Near to You Howdy!                                      | UK68 (1 Wo.)UK | mit Jad Fair                            |
| 2004 | Association –                                           | UK75 (1 Wo.)UK |                                         |
| 2005 | Fallen Leaves Man-Made                                  | UK78 (1 Wo.)UK |                                         |

Weitere Singles
- 1990: Everything Flows
- 1990: Everybody’s Fool
- 1990: The Ballad of John & Yoko
- 1992: Free Again / Bad Seeds
- 1993: Hang On
- 1998: Long Shot
- 2001: Dumb Dumb Dumb
- 2002: Did I Say (2002)
- 2005: Scotland on Sunday
- 2005: It’s All In My Mind
- 2010: Baby Lee
- 2016: I’m In Love